# Ајхенау
Ајхенау (њем. Eichenau) општина је у њемачкој савезној држави Баварска. Једно је од 23 општинска средишта округа Фирстенфелдбрук. Према процјени из 2010. у општини је живјело 11.848 становника. Посједује регионалну шифру (AGS) 9179118.

## Географски и демографски подаци
Ајхенау се налази у савезној држави Баварска у округу Фирстенфелдбрук. Општина се налази на надморској висини од 522 метра. Површина општине износи 7,0 km². У самом мјесту је, према процјени из 2010. године, живјело 11.848 становника. Просјечна густина становништва износи 1.697 становника/km².

## Међународна сарадња
| Мјесто   | Држава    | Врста сарадње | Од    |
| -------- | --------- | ------------- | ----- |
|          | Француска | партнерство   | 2005. |
| Вишгород | Украјина  | партнерство   | 1992. |
| Будрио   | Италија   | партнерство   | 1982. |
| Извор    |           |               |       |